# کلیسای تاودویانتس
کلیسای تاودویانتس (ارمنی: Թանդոյանց եկեղեցի؛ انگلیسی: Tandoyants) یک کلیسا متعلق به کلیسای حواری ارمنی واقع در شهر 	شاهومیانی،  گرجستان می‌باشد. ساخت و ساز این ساختمان در سال ۱۸۴۴ میلادی؛ به پایان رسید. این بنا به سبک معماری ارمنی طراحی شده‌است.